# سان روپینگ
سان روپینگ (انگلیسی: Sun Ruiping؛ زادهٔ ۵ ژانویهٔ ۱۹۸۱) وزنه‌بردار اهل چین بود.